# Christopher Tugendhat
Christopher Samuel Tugendhat, barón de Tugendhat (nacido el 23 de febrero de 1937), es un político británico miembro del Partido Conservador del Reino Unido. También es empresario, director y presidente de una compañía, así como periodista y escritor. Fue vicepresidente de la Comisión Europea entre 1981 y 1985.

## Biografía
Nacido en Londres el 23 de febrero de 1937 en una familia católica de origen austro-polaca, estudio ciencias económicas en la Universidad de Cambridge, en la que fue también profesor. También fue récord de la Universidad de Bath.
Fue elegido diputado al Parlamento del Reino Unido en el año 1970 por la circunscripción de Londres-Westminster, permaneciendo como miembro de la cámara hasta finales de 1977. En ese año abandona la política nacional para ser miembro de la Comisión Europea presidida por Roy Jenkins, como Comisario Europeo de Programación Financiera y Presupuestos.
A la formación de la Comisión Thorn en el año 1981 fue nombrado vicepresidente de la Comisión y Comisario Europeo de Fiscalidad y Unión Aduanera, manteniendo también la cartera de Presupuestos.
En el año 1993 le fue concedido el título de "Barón de Tugendhat". Su sobrino, Tom Tugendhat, es también un político.

## Obras publicadas
- Oil: The Biggest Business (1975) En coautoría con Adrian Hamilton
- Roy Jenkins A Retrospective (2004) Contribuyó a la obra escribiendo el Capítulo 12.